# Neustadt an der Aisch
Neustadt an der Aisch is een plaats in de Duitse deelstaat Beieren. het is de Kreisstadt van het Landkreis Neustadt an der Aisch-Bad Windsheim. De stad telt 13.224 inwoners.

## Foto's

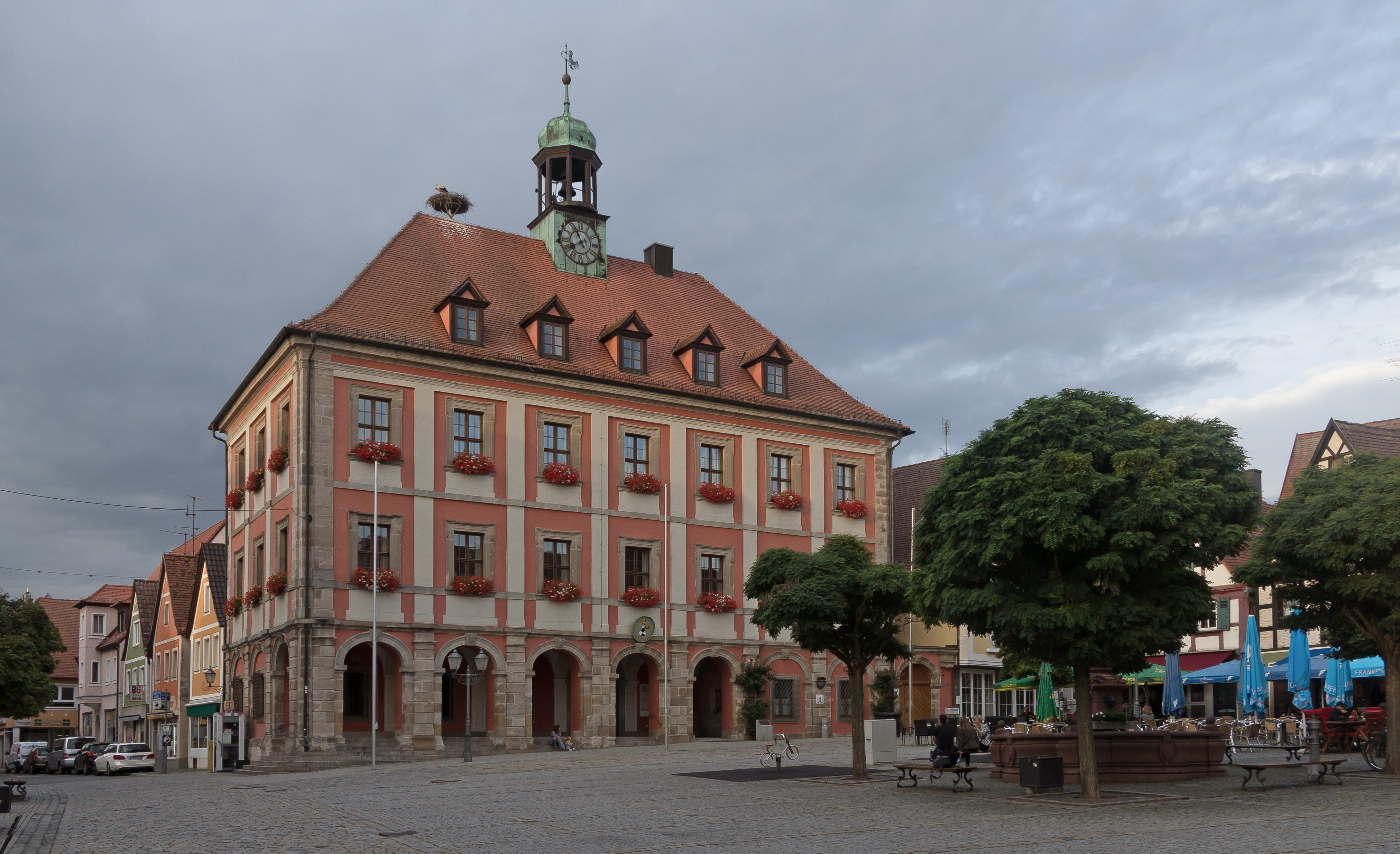
Het stadhuis
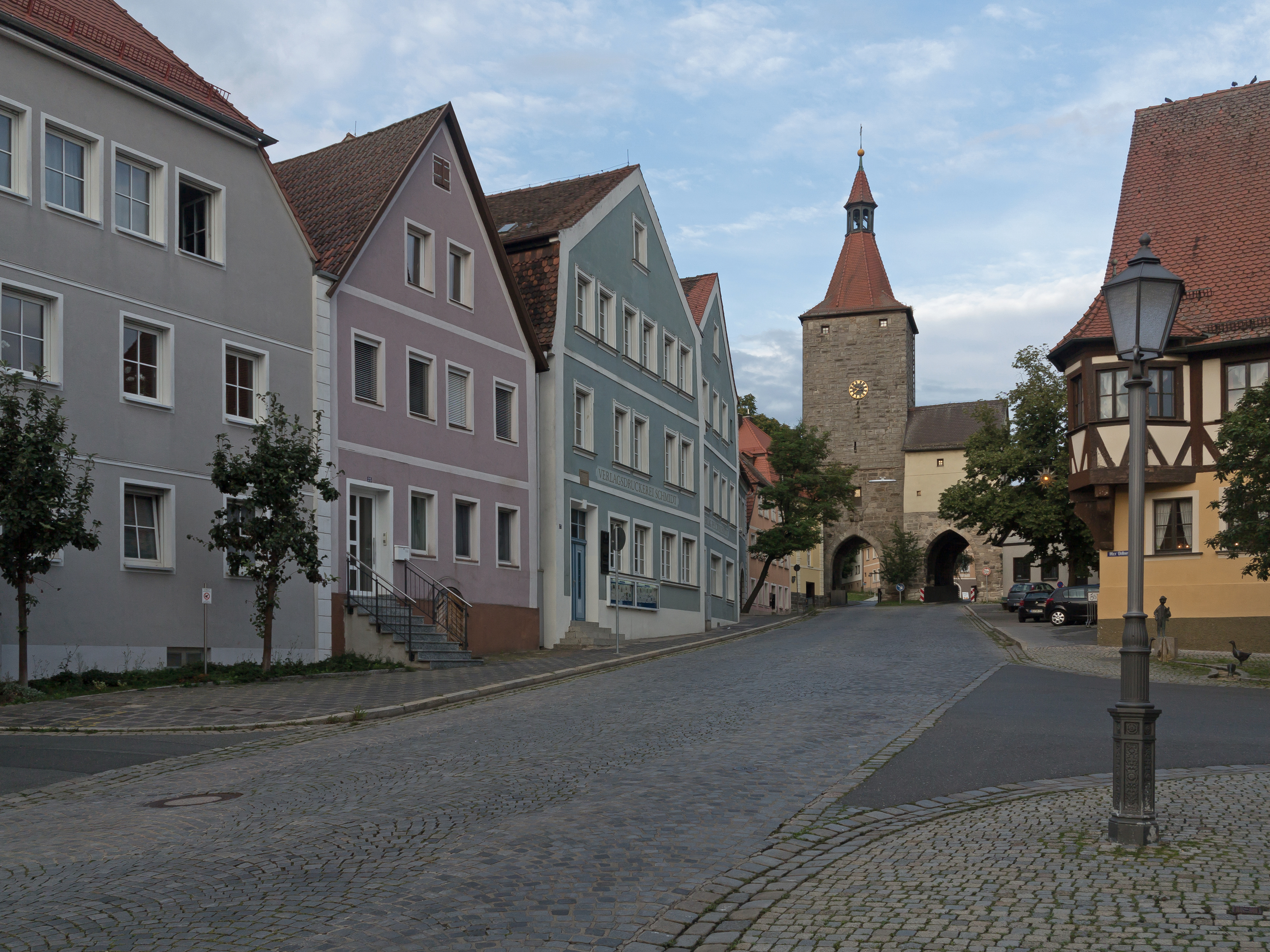
Stadspoort: der Nürnberger Tor
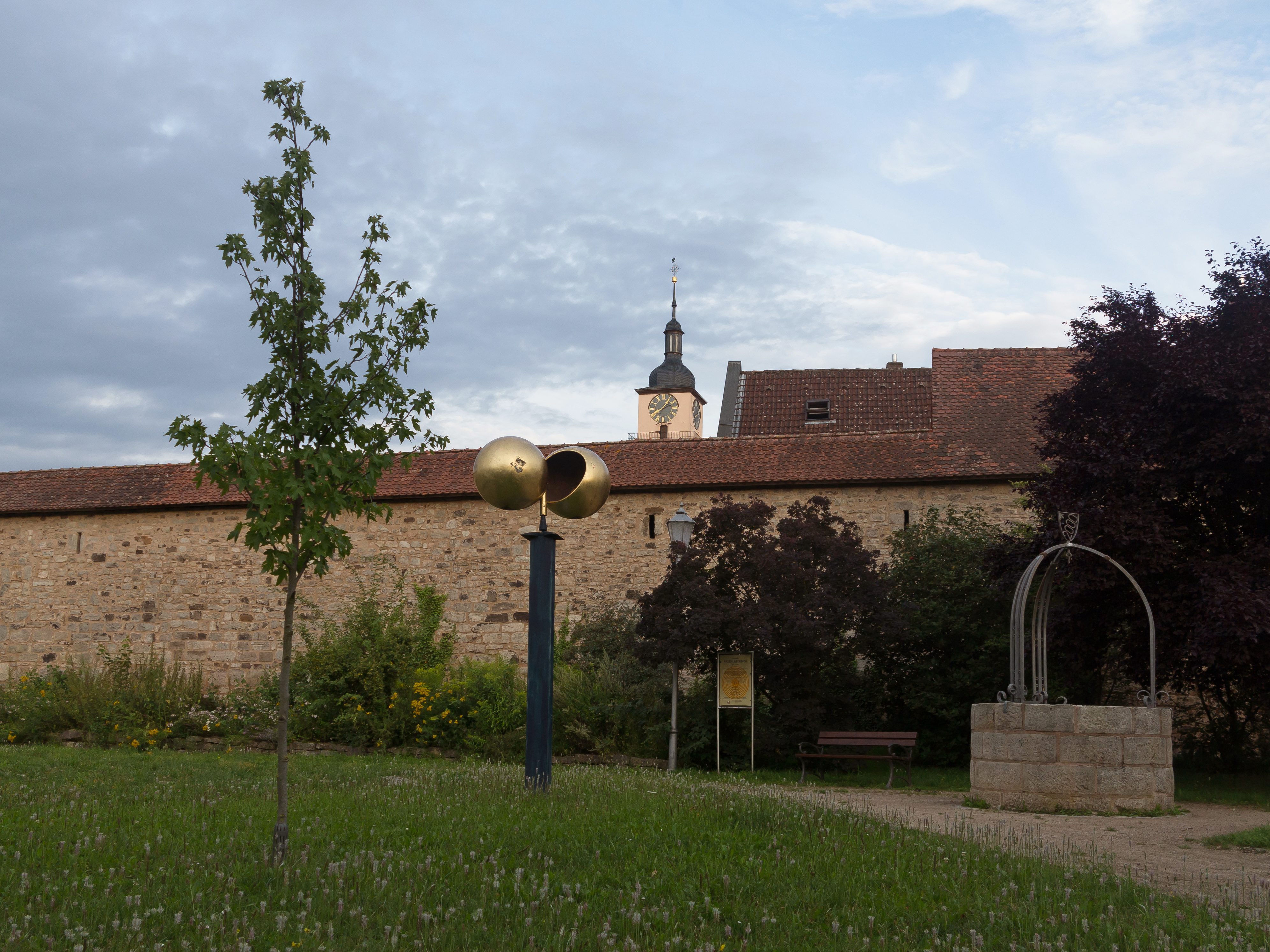
Straatkunst bij de Städthalle
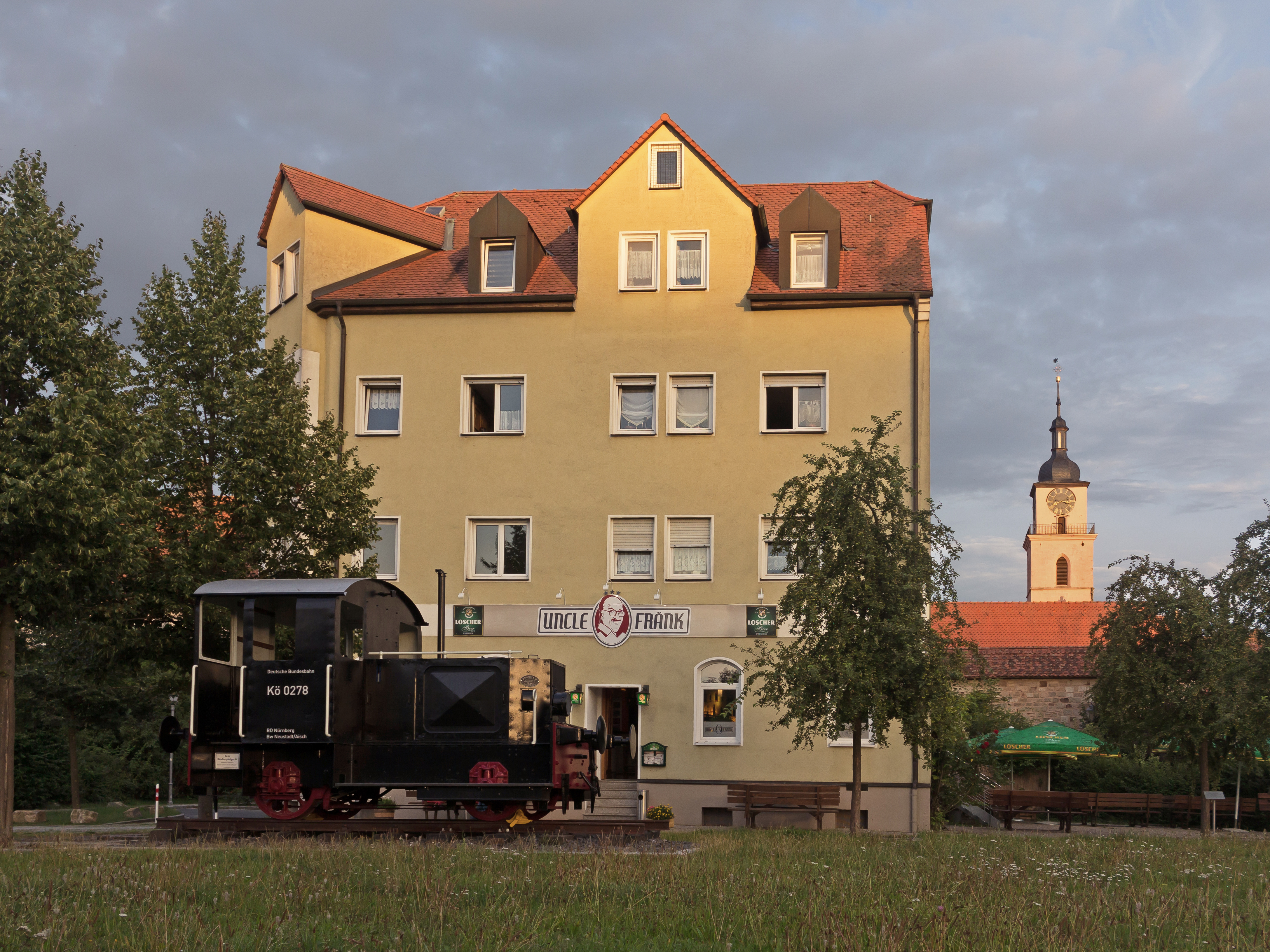
Bar Uncle Frank

## Geografie
Neustadt an der Aisch heeft een oppervlakte van 61,2 km² en ligt in het zuiden van Duitsland.

## Geboren in Neustadt an der Aisch
- Adolf Scherzer, (4 augustus 1815), Beierse componist en dirigent
- Niklas Stark, (15 april 1995), voetballer

Bad Windsheim ·
Baudenbach ·
Burgbernheim ·
Burghaslach ·
Dachsbach ·
Diespeck ·
Dietersheim ·
Emskirchen ·
Ergersheim ·
Gallmersgarten ·
Gerhardshofen ·
Gollhofen ·
Gutenstetten ·
Hagenbüchach ·
Hemmersheim ·
Illesheim ·
Ippesheim ·
Ipsheim ·
Langenfeld ·
Marktbergel ·
Markt Bibart ·
Markt Erlbach ·
Markt Nordheim ·
Markt Taschendorf ·
Münchsteinach ·
Neuhof a.d.Zenn ·
Neustadt a.d.Aisch ·
Oberickelsheim ·
Obernzenn ·
Oberscheinfeld ·
Scheinfeld ·
Simmershofen ·
Sugenheim ·
Trautskirchen ·
Uehlfeld ·
Uffenheim ·
Weigenheim ·
Wilhelmsdorf